# Joachim Kretzer

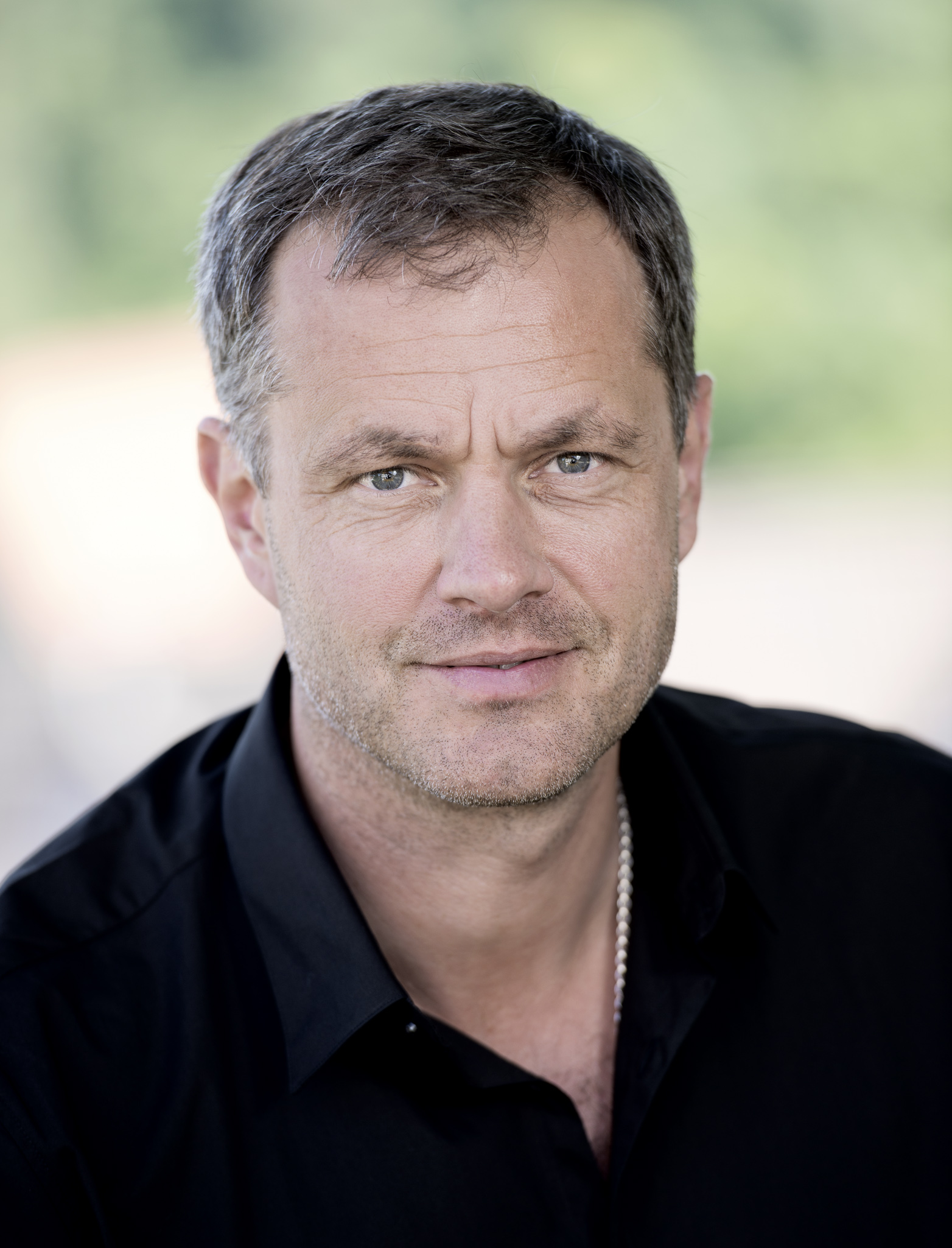
Joachim Kretzer

Joachim Kretzer (* 1968 in Bern, Schweiz) ist ein deutscher Schauspieler, Synchronsprecher, Synchronregisseur, Dialogbuchautor und Hörspielsprecher.

## Leben und Karriere

### Familie und Ausbildung
Kretzer wurde als jüngerer von zwei Brüdern in eine Künstlerfamilie hineingeboren. Sein Vater Alfred August Kretzer stammt aus Wiesbaden, seine Mutter Ulrike Kretzer (geb. Schmahl) kommt aus Hamburg. Seine Eltern waren beide am Stadttheater Bern engagiert; der Vater als Schauspieler, die Mutter als Maskenbildnerin. Als Kretzer drei Jahre alt war, zog die Familie in die Nähe von Bonn, wo Kretzers Vater am Theater Bonn beschäftigt war. Nach dem Abitur, das Kretzer 1987 in Bonn am Clara-Schumann-Gymnasium absolvierte, zog Kretzer mit der gesamten Familie nach München um. Seine Wehrdienstzeit leistete er anschließend in Schwabing ab.
Von 1989 bis 1992 besuchte er die Schauspielschule Zinner-Studio in München und schloss sie 1992 mit Diplom ab. Während der Zeit im Zinner-Studio begann Kretzer bereits, Rollen im Fernsehen und Theater zu spielen.

### Theater
Sein erstes Bühnenengagement hatte er 1992 bei den Freilichtspielen Schwäbisch Hall. Dort spielte er u. a. unter der Regie von Lis Verhoeven, die seine Lehrerin auf der Schauspielschule gewesen war, in Max Frischs Stück Andorra, gemeinsam mit Timothy Peach und Dirk Galuba. Ende 1993 wurde er von Friedrich Schütter, dem damaligen Intendanten des Ernst-Deutsch-Theaters in Hamburg, als festes Ensemblemitglied engagiert. Kretzer trat dort u. a. als Tempelherr in Nathan der Weise (1993, Regie: Y. Jansen), als Jason in Medea von Hans Henny Jahnn (Spielzeit 1994/95; mit Eva-Maria Hagen als Partnerin), als Eilif in Mutter Courage und ihre Kinder (Spielzeit 1995/96; wieder mit Eva-Maria Hagen als Partnerin) und als Stabshauptmann Soljony in Drei Schwestern (1996; Regie: V. Grishko) auf. In dem Lustspiel Die spanische Fliege stand Kretzer gemeinsam mit Friedrich Schütter auf der Bühne. 1996 verließ Kretzer das Ernst-Deutsch-Theater. Seitdem ist er freiberuflich tätig.
Nach einer langen Theaterpause nahm Kretzer ab 2005 seine Arbeit als Theaterschauspieler wieder auf und wirkte bei mehreren Freilichtaufführungen mit. 2005 und 2006 spielte er den Old Shatterhand an der Seite Gojko Mitićs in Winnetou und das Geheimnis der Felsenburg bzw. Winnetou 3 bei den Karl-May-Spielen in Bad Segeberg. 2009 und 2010 spielte Kretzer den Bösewicht Guy de Rigault bei den Störtebeker-Festspielen auf der Insel Rügen.

### Fernsehen
1993 erhielt er sein erstes größeres TV-Angebot für die deutsche Adaption der französischen Erfolgsserie Helen et les garcons, die in Deutschland unter dem Titel Alle lieben Julia ausgestrahlt wurde. Von 1996 bis 1997 verkörperte Kretzer die Rolle des Paul Schöners in der ARD-Daily-Soap Verbotene Liebe. Bekannt wurde er als Dr. Achim Kreutzer in der Serie In aller Freundschaft, den er von Oktober 1998 (Folge 1) bis September 1999 (Folge 39) spielte, sowie durch die Rolle des Hubschrauberpiloten Robert Becker in der Sat.1-Serie HeliCops – Einsatz über Berlin im Jahr 2000. Neben Maria Furtwängler spielte er in der Barbara-Wood-Verfilmung Herzflimmern und neben Christine Neubauer in Twiggy – Liebe auf Diät. Es folgten mehrere Rosamunde-Pilcher-Verfilmungen, z. B. Wind über dem Fluß und Entscheidung des Herzens sowie Episodenrollen in den Serien Der Alte, Siska, Unser Charly, Für alle Fälle Stefanie, Der Bulle von Tölz und Die Rosenheim-Cops.
In der ARD-Fernsehserie Rote Rosen spielte er von Dezember 2010 (Folge 946) bis August 2020 (Folge 3160) die Rolle des Rechtsanwalts Torben Lichtenhagen, ab 2015 sogar zeitweise in einer Doppelrolle. Über mehrere Monate spielte Kretzer neben Torben Lichtenhagen auch noch seinen Halbbruder Toni.

### Kino
Er erhielt mehrere Kinoengagements: Oskar Roehler besetzte ihn 2005 für seine Verfilmung von Michel Houellebecqs Elementarteilchen. Außerdem spielte er in Jan Henrik Stahlbergs Muxmäuschenstill den Björn. 2010 spielte Kretzer in dem italienischen Kinofilm Ein ruhiges Leben – Die Mafia vergisst nicht (Una Vita Tranquilla) in der Rolle des Michael Richter, den korrupten Geschäftsführer einer Müllverbrennungsanlage, der von Mafia-Killern erschossen wird.

### Synchronarbeiten und Privates
Kretzer ist auch umfangreich als Synchronsprecher, Synchronregisseur und Dialogbuchautor tätig. Außerdem nahm er zahlreiche Hörspiele und Hörbücher auf. Kretzer ist verheiratet und wohnt in der Nähe von Hamburg.

## Filmografie
- 1993: Ehen vor Gericht (Fernsehserie, 1 Folge)
- 1994: Alle lieben Julia
- 1996–1997: Verbotene Liebe (Fernsehserie, 96 Folgen)
- 1997: Stubbe – Von Fall zu Fall – Stubbe und die Killer (Fernsehreihe)
- 1997: T.V. Kaiser (Fernsehserie, 1 Folge)
- 1997: Doppelter Einsatz (Fernsehserie, 1 Folge)
- 1997–2003: Alphateam – Die Lebensretter im OP (Fernsehserie, 2 Folgen, verschiedene Rollen)
- 1998–1999: SOKO München (Fernsehserie, 3 Folgen, verschiedene Rollen)
- 1998: Weißblaue Geschichten (Fernsehserie, 1 Folge)
- 1998: Twiggy – Liebe auf Diät
- 1998: Herzflimmern
- 1998–1999: In aller Freundschaft (Fernsehserie, 39 Folgen)
- 1999: Siska (Fernsehserie, 1 Folge)
- 1999: Wer liebt, dem wachsen Flügel
- 2000: Der Alte (Fernsehserie, Folge: Ein Mord kommt selten allein)
- 2000–2009: Unser Charly (Fernsehserie, 10 Folgen)
- 2000–2003: Für alle Fälle Stefanie (Fernsehserie, 3 Folgen, verschiedene Rollen)
- 2001: Wahnsinnsweiber
- 2001: HeliCops – Einsatz über Berlin (Fernsehserie, 8 Folgen)
- 2001: Die Verbrechen des Professor Capellari – Falscher Freund und Tod in der Fremde (Fernsehreihe)
- 2001: Rosamunde Pilcher – Wind über dem Fluss (Fernsehreihe)
- 2002: Schlosshotel Orth (Fernsehserie, Folge: Die Stunde der Sieger)
- 2003: Der Bulle von Tölz: Freier Fall (Fernsehreihe)
- 2003: Hallo Robbie! (Fernsehserie, Folge: Start ins Leben)
- 2003: Der letzte Zeuge (Fernsehserie, Folge: Der Preis der Wahrheit)
- 2003: Nicht ohne meinen Anwalt (Fernsehserie, 1 Folge)
- 2004: Muxmäuschenstill
- 2004: Ein starkes Team – Sicherheitsstufe 1 (Fernsehreihe)
- 2005: Mit Herz und Handschellen (Fernsehserie, Folge: Der Kronzeuge)
- 2005: Der Landarzt (Fernsehserie, 1 Folge)
- 2005: Fünf Sterne
- 2005–2011: Die Rosenheim-Cops (Fernsehserie, 2 Folgen, verschiedene Rollen)
- 2006: Elementarteilchen
- 2007: Pfarrer Braun – Das Erbe von Junkersdorf (Fernsehreihe)
- 2007: Rosamunde Pilcher – Sieg der Liebe (Fernsehreihe)
- 2008: Sturm der Liebe (Fernsehserie, 10 Folgen)
- 2008: Der Arzt vom Wörthersee (Fernsehserie, 2 Folgen)
- 2009: Der Staatsanwalt (Fernsehserie, Folge: Das kleinere Übel)
- 2009: Rosamunde Pilcher – Entscheidung des Herzens (Fernsehreihe)
- 2010: Ein ruhiges Leben – Die Mafia vergisst nicht
- 2010–2020: Rote Rosen (Fernsehserie, 2214 Folgen)
- 2012: Alarm für Cobra 11 – Die Autobahnpolizei (Fernsehserie, Folge: Hundstage)
- 2016: Küstenwache (Fernsehserie, Folge: Tödliches Vertrauen)
- 2020: Das Geheimnis des Totenwaldes (Miniserie)
- 2024: Pumpen (Fernsehserie, 1 Folge)

## Synchronrollen (Auswahl)
Filme
- 2015: Der Sturm – Life on the Line – Reese Alexander als Russell
- 2016: Die Jägerin (Moka) – Samuel Labarthe als Simon
- 2017: Kings – Peter Mackenzie als Officer Cole
- 2017: Shot Caller – Matt Gerald als Phil Cole
- 2019: Donnybrook – Below the Belt – James Badge Dale als Whalen
- 2019: The Great Alaskan Race – Nolan North als Harry Davenport
- 2019: The Report – Scott Shepherd als Senator Mark Udall
- 2020: Die Familienfeier (Fête de famille) – Cédric Kahn als Vincent
- 2020: Daddy’s Girl – Costas Mandylor als John Stone
- 2021: Bergman Island – Tim Roth als Anthony

Serien
- 2009: Stargate Atlantis – Niall Matter als Lieutenant Kemp
- 2011, 2017: Naruto Shippuden – Yuuya Uchida als Tenji und Hidenobu Kiuchi als Kyuusuke
- 2015: Reef Doctors – Die Inselklinik – Rohan Nichol als Toby McGrath
- 2018–2019: Total Dreamer – Träume werden wahr – Humberto Martins als Germano Monteiro
- 2018: Inspector Banks – Mord in Yorkshire – Shaun Dingwall als Chief Superintendent Colin Anderson
- 2019–2022: The Hunter – Giorgio Caputo als Diego Navarra
- 2019–2020: Navy CIS: L.A. – Shane McMahon als Special Agent Steve Evans
- 2020: The Spanish Princess – Ray Stevenson als König James IV
- 2020: Eine Hochzeit mit Folgen – Philip Zandén als Samuel
- 2020: Mary Higgins Clark: Mysteriöse Verbrechen – Alain Doutey als Arellano und Didier Sandre als Daniel Launey
- 2022: Oussekine – Laurent Stocker als Bernard Dartevelle
- 2022: CSI: Vegas – William Petersen als Gil Grissom
- 2023: Navy CIS für Michael Patrick Thornton als Jeremy Brighton

## Hörspiele (Auswahl)
- 2016, 2020–2021: verschiedene Rollen in Fünf Freunde – Regie: Heikedine Körting (Europa), 4 Folgen
- 2016–2017, 2019–2021: verschiedene Rollen in Die drei ??? – Regie: Heikedine Körting (Europa), 6 Folgen
- 2017–2019, 2024: verschiedene Rollen in Ein Fall für TKKG – Regie: Heikedine Körting (Europa), 4 Folgen
- 2017, 2021: verschiedene Rollen in Asterix – Regie: Thomas Karallus (Karussell), 3 Folgen